# Martin Frey
Martin Frey (ur. 24 stycznia 1994) – niemiecki kolarz górski, brązowy medalista mistrzostw świata.

## Kariera
Największy sukces w karierze Martin Frey osiągnął w 2012 roku, kiedy wspólnie z Markusem Schulte-Lünzumem, Sabine Spitz i Manuelem Fumicem zdobył brązowy medal w sztafecie cross-country podczas mistrzostw świata w Leogang. Na tych samych mistrzostwach zajął także piętnaste miejsce w indywidualnej rywalizacji juniorów. Nie brał udziału w igrzyskach olimpijskich. 